# Shadowmoor
Shadowmoor – dodatek do gry Magic: The Gathering, nazwa kodowa „Jelly”. Wydany 2 maja 2008 roku. Imprezy przedpremierowe zorganizowano w dniach 19–20 kwietnia 2008 roku.

## Cechy dodatku
Początkowo Shadowmoor miał być trzecim, małym dodatkiem w bloku Lorwyn, jednak twórcy zmienili koncepcję i wydali jeden, większy blok składający się z czterech dodatków (dwóch „dużych” i dwóch „małych”), przez co Shadowmoor został powiększony do 301 kart. Fabuła rozszerzenia rozgrywa się w tym samym miejscu co Lorwyn, jednak po wystąpieniu wydarzenia o nazwie Aurora sceneria i bohaterowie ulegli przeobrażeniu, przez co świat jest mroczny i niegościnny. Dodatek zawiera karty o hybrydowym koszcie mana, który pozwala na zagranie karty za wybrany kolor many. W kilku przypadkach zamiast określonego koloru many można zapłacić dwie dowolnego koloru.

## Zestawy startowe
Wydano pięć różnych, gotowych do gry zestawów startowych.
- Aura mastery (biało/niebieska)
- Mortal Coil (niebiesko/czarna)
- Army of Entropy (czarno/czerwona)
- Overkill (czerwono/zielona)
- Turnabout (biało/zielona)

## Mechaniki
Mechaniki wprowadzone w tym rozszerzeniu:
- Persist
- Untap
- Wither
- Conspire